# 安德烈·维克托罗维奇·沃罗比约夫
安德烈·维克托罗维奇·沃罗比约夫（羅馬化：Andrey Viktorovich Vorob'yov；1985年7月24日—）是俄罗斯政治人物，第八届国家杜马代表。
2008年至2017年，他担任中伏尔加投资集团有限责任公司、农业联盟有限责任公司、中伏尔加服务公司-工程有限责任公司等多家企业的商务总监。2013年当选恩格斯市议会代表。2016年当选恩格斯代表会议代表。2017年至2021年，他担任第六届萨拉托夫州杜马代表。2021年9月起，他担任第八届国家杜马代表。

## 制裁
沃罗比约夫于2022年因俄乌战争而受到英国政府制裁。